# Col d'Aubisque

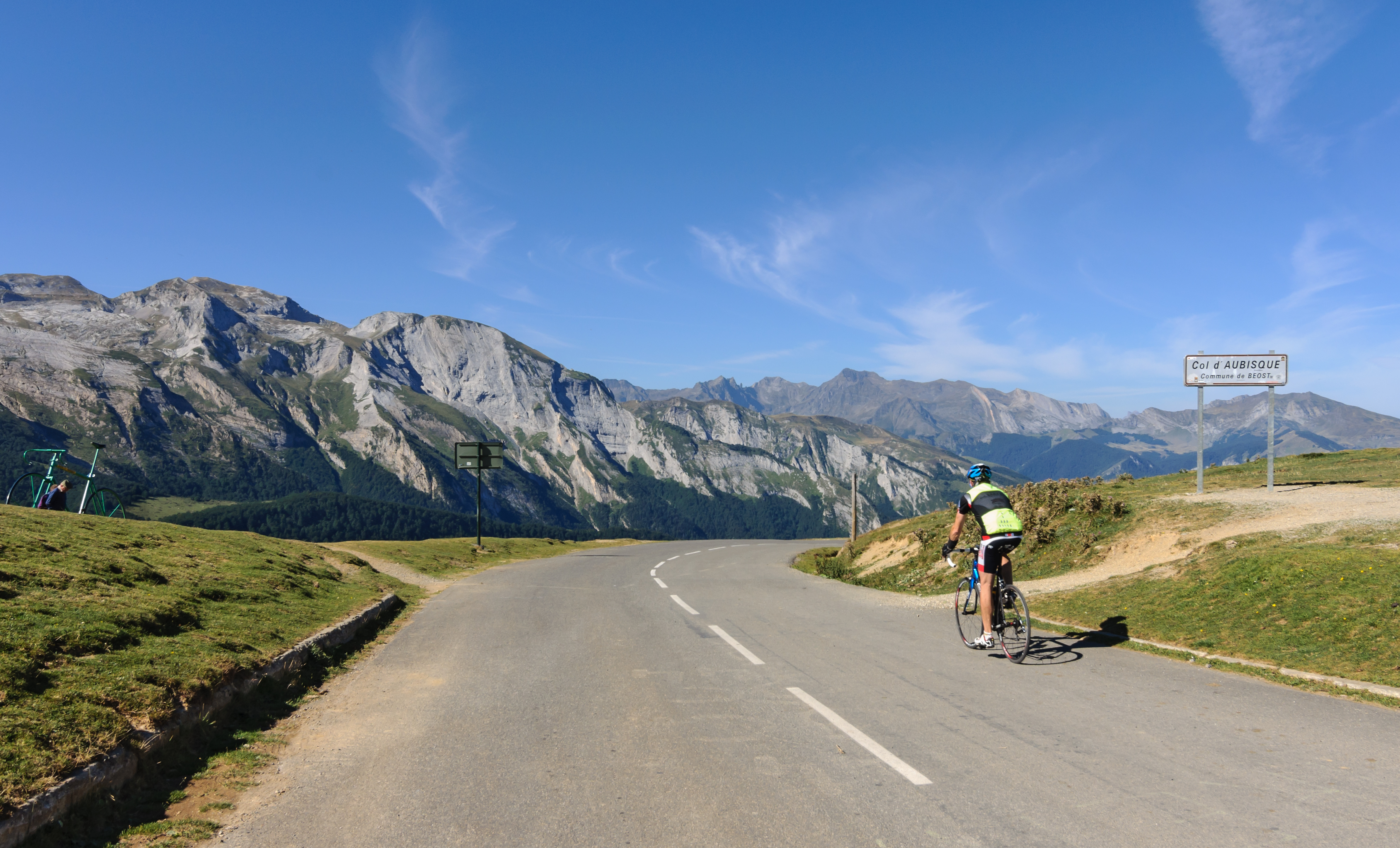
Col d'Aubisque

Col d’Aubisque je průsmyk v Pyrenejích přibližně 30 km jižně od Tarbes a Pau ve francouzské Nové Akvitánii. Je ve výšce 1709 metrů nad mořem.
Silnice, která vede průsmykem, je obvykle uzavřena pro provoz od prosince do začátku června.

## Tour de France
Poprvé se přes Col d’Aubisque jela Tour de France už v roce 1910, kdy místem první projel Francois Lafourcade.

## Výstup na Col d'Aubisque v rámci Tour de France
| Rok  | Etapa | Kategorie | Start               | Cíl                 | Vítěz horské prémie          |
| ---- | ----- | --------- | ------------------- | ------------------- | ---------------------------- |
| 2018 | 19    | HC        | Lurdy               | Laruns              | Rafał Majka (POL)            |
| 2012 | 16    | HC        | Pau                 | Bagnères-de-Luchon  | Thomas Voeckler (FRA)        |
| 2011 | 13    | HC        | Pau                 | Lurdy               | Jérémy Roy (FRA)             |
| 2010 | 16    | HC        | Bagnères-de-Luchon  | Pau                 | Christophe Moreau (FRA)      |
| 2005 | 16    | HC        | Mourenx             | Pau                 | Cadel Evans (AUS)            |
| 2002 | 11    | HC        | Pau                 | La Mongie           | Laurent Jalabert (FRA)       |
| 2000 | 10    | 2         | Dax                 | Hautacam            | Javier Otxoa (ESP)           |
| 1999 | 16    | 1         | Lannemezan          | Pau                 | Alberto Elli (ITA)           |
| 1998 | 10    | HC        | Pau                 | Bagnères-de-Luchon  | Cédric Vasseur (FRA)         |
| 1996 | 17    | 1         | Argelès-Gazost      | Pamplona            | Neil Stephens (AUS)          |
| 1995 | 16    | 2         | Tarbes              | Pau                 | Etapa neutralizována         |
| 1993 | 17    | 1         | Tarbes              | Pau                 | Claudio Chiappucci (ITA)     |
| 1991 | 13    | HC        | Jaca                | Val-Louron          | Guido Winterberg (SUI)       |
| 1990 | 17    | HC        | Lurdy               | Pau                 | Óscar Vargas (COL)           |
| 1989 | 9     | HC        | Pau                 | Cauterets           | Miguel Indurain (ESP)        |
| 1987 | 14    | HC        | Pau                 | Luz-Ardiden         | Thierry Claveyrolat (FRA)    |
| 1985 | 18b   | HC        | Laruns              | Pau                 | Reynel Montoya (COL)         |
| 1983 | 10    | HC        | Pau                 | Bagnères-de-Luchon  | Lucien Van Impe (BEL)        |
| 1982 | 12    | 1         | Fleurance           | Pau                 | Beat Breu (SUI)              |
| 1980 | 13    | HC        | Pau                 | Bagnères-de-Luchon  | Maurice Le Guilloux (FRA)    |
| 1977 | 2     | 1         | Auch                | Pau                 | Hennie Kuiper (NED)          |
| 1976 | 15    | 1         | Saint-Lary-Soulan   | Pau                 | Wladimiro Panizza (ITA)      |
| 1972 | 7     | 1         | Bayonne             | Pau                 | Wilfried David (BEL)         |
| 1971 | 16    | 1         | Bagnères-de-Luchon  | Gourette            | Bernard Labourdette (FRA)    |
| 1970 | 19    | 1         | Bagnères-de-Bigorre | Mourenx             | Raymond Delisle (FRA)        |
| 1969 | 17    | 1         | La Mongie           | Mourenx             | Eddy Merckx (BEL)            |
| 1968 | 12    | 1         | Pau                 | Saint-Gaudens       | Julio Jiménez (ESP)          |
| 1967 | 17    | 1         | Bagnères-de-Luchon  | Pau                 | Jean-Claude Theilliere (FRA) |
| 1966 | 10    | 1         | Bayonne             | Pau                 | Tommaso De Pra (ITA)         |
| 1965 | 9     | 1         | Dax                 | Bagnères-de-Bigorre | Julio Jiménez (ESP)          |
| 1964 | 16    | 1         | Bagnères-de-Luchon  | Pau                 | Federico Bahamontes (ESP)    |
| 1963 | 10    | 1         | Pau                 | Bagnères-de-Bigorre | Federico Bahamontes (ESP)    |
| 1961 | 17    | 1         | Bagnères-de-Luchon  | Pau                 | Eddy Pauwels (BEL)           |
| 1960 | 10    | 1         | Mont-de-Marsan      | Pau                 | Graziano Battistini (ITA)    |
| 1958 | 13    | 1         | Dax                 | Pau                 | Federico Bahamontes (ESP)    |
| 1957 | 18    | 1         | Saint-Gaudens       | Pau                 | Jean Dotto (FRA)             |
| 1956 | 11    | 1         | Bayonne             | Pau                 | Valentin Huot (FRA)          |
| 1955 | 18    | 1         | Saint-Gaudens       | Pau                 | Charly Gaul (LUX)            |
| 1954 | 11    | 1         | Bayonne             | Pau                 | Federico Bahamontes (ESP)    |
| 1953 | 10    | 1         | Pau                 | Cauterets           | Jesus Lorono (ESP)           |
| 1952 | 18    | 1         | Bagnères-de-Bigorre | Pau                 | Fausto Coppi (ITA)           |
| 1951 | 13    | 1         | Dax                 | Tarbes              | Raphaël Géminiani (FRA)      |
| 1950 | 11    | 1         | Pau                 | Saint-Gaudens       | Jean Robic (FRA)             |
| 1949 | 11    | 1         | Pau                 | Bagnères-de-Luchon  | Fausto Coppi (ITA)           |
| 1948 | 7     | 1         | Biarritz            | Lurdy               | Bernard Gauthier (FRA)       |
| 1947 | 15    | 1         | Bagnères-de-Luchon  | Pau                 | Jean Robic (FRA)             |

### Cíl etapy na Col d'Aubisque
Třikrát zde končila etapa Tour. V roce 1971 zde 145 km dlouhou půletapu vyhrál Bernard Laboudette, v roce 1985 rovněž v půletapě dlouhé 52,5 km zvítězil Stephen Roche. V roce 2007 vyhrál etapu dlouhou 218,5 km Michael Rasmussen.
| Rok  | Etapa | Start etapy        | Vzdálenost (km) | Kategorie | Vítěz etapy               | Žlutý dres              |
| ---- | ----- | ------------------ | --------------- | --------- | ------------------------- | ----------------------- |
| 2007 | 16    | Orthez             | 218.5           | HC        | Michael Rasmussen (DEN)   | Michael Rasmussen (DEN) |
| 1985 | 18a   | Luz-Saint-Sauveur  | 52.5            | 1         | Stephen Roche (IRL)       | Bernard Hinault (FRA)   |
| 1971 | 16a   | Bagnères-de-Luchon | 145             | 1         | Bernard Labourdette (FRA) | Eddy Merckx (BEL)       |